# Liste der denkmalgeschützten Objekte in Rainbach im Mühlkreis
Die Liste der denkmalgeschützten Objekte in Rainbach im Mühlkreis enthält die 9 denkmalgeschützten, unbeweglichen Objekte in Rainbach im Mühlkreis.

## Denkmäler
| Foto |                 | Denkmal | Standort                              | Beschreibung | Metadaten |
| ---- | --------------- | --- | ------------------------------------- | --- | --- |
| ja   | Datei hochladen | Ehemaliger Bahnhof der Pferdeeisenbahn HERIS-ID: 38003 Objekt-ID: 37493                                              | Kerschbaum 61 Standort KG: Kerschbaum | Das heutige Museum wurde 1837/38 erbaut und befand sich am höchsten Punkt der Strecke. Das Gebäude ist zweigeschoßig mit einem Walmdach, der 2. Stock wurde 1852 errichtet. Im Inneren hat der Stall, in dem sich das Museum befindet, Kreuzgratgewölbe auf Steinsäulen.                              | BDA-Hist.: Q37978351 Status: Bescheid Stand der BDA-Liste: 2025-06-30 Name: Ehem. Bahnhof der ehem. Pferdeeisenbahn GstNr.: 509/3, .127/4, .129, 3655/2                            |
| ja   | Datei hochladen | Pferdeeisenbahn, Brücken und Bahndämme, Überreste und Teilabschnitte HERIS-ID: 102334 Objekt-ID: 118726              | Standort KG: Kerschbaum               | Erhaltene Teile der Pferdeeisenbahn nördlich von Kerschbaum. | BDA-Hist.: Q37790386 Status: Bescheid Stand der BDA-Liste: 2025-06-30 Name: Pferdeeisenbahn, Brücken und Bahndämme, Überreste und Teilabschnitte GstNr.: 566, 443/4, 436, 3626/1   |
| ja   | Datei hochladen | Eisenbahnbrücke HERIS-ID: 20096 Objekt-ID: 16395                                                                     | Hörschlag Standort KG: Rainbach       | Steinbrücke der Pferdeeisenbahn aus den Jahren 1837/38. Dieser Streckenteil führte unter der Straße von Rainbach nach Hörschlag durch. Erhalten ist der westliche Teil und die tiefen Geländeeinschnitte.                                                                                             | BDA-Hist.: Q37849995 Status: § 2a Stand der BDA-Liste: 2025-06-30 Name: Eisenbahnbrücke GstNr.: 4191/2                                                                             |
| ja   | Datei hochladen | Kath. Pfarrkirche Mariae Himmelfahrt HERIS-ID: 20080 Objekt-ID: 16379                                                | Kirchenweg Standort KG: Rainbach      | Das vierjochige, zweischiffige Langhaus ist das älteste Kreuzrippengewölbe ohne Schlussstein im Mühlviertel. Ende des 15. Jahrhunderts wurde im Zuge eines Umbaus der Kirchturm mit seinem Keildach errichtet. Die Kirche beherbergt Kirchenfenster der Künstlerin Margret Bilger aus dem Jahre 1963. | BDA-Hist.: Q37849935 Status: § 2a Stand der BDA-Liste: 2025-06-30 Name: Kath. Pfarrkirche Mariae Himmelfahrt GstNr.: .1 Pfarrkirche Rainbach im Mühlkreis                          |
| ja   | Datei hochladen | Michaelskapelle HERIS-ID: 20081 Objekt-ID: 16380                                                                     | Prager Straße Standort KG: Rainbach   | Die Michaelskapelle steht südlich der Kirche im Friedhof und ist seit 1726 dem Erzengel Michael geweiht. Die Kapelle wurde im 14. Jahrhundert erbaut. Der einjochige Gebäude hat innen ein Kreuzrippengewölbe.                                                                                        | BDA-Hist.: Q37849959 Status: § 2a Stand der BDA-Liste: 2025-06-30 Name: Michaelskapelle GstNr.: .3 Michaelskapelle (Rainbach im Mühlkreis)                                         |
| ja   | Datei hochladen | Weinhäusl, Wäschepflegemuseum HERIS-ID: 20084 Objekt-ID: 16383                                                       | Prager Straße 2 Standort KG: Rainbach | Um 1802 erbaut mit einem Arkadengang auf Säulen. Der eingeschoßige Bau hat im Inneren eine Decke mit geschwungenem Stuckschnittspiegel. 1996 bis 2008 war darin ein Museum über die Geschichte des Wäschewaschens untergebracht. Heute Sitz von „Herbstkunst“.                                        | BDA-Hist.: Q37849982 Status: Bescheid Stand der BDA-Liste: 2025-06-30 Name: Weinhäusl, Wäschepflegemuseum GstNr.: .7                                                               |
| ja   | Datei hochladen | Pfarrhof HERIS-ID: 20083 Objekt-ID: 16382                                                                            | Prager Straße 4 Standort KG: Rainbach | Ein zweigeschoßiges Gebäude aus dem 18. Jahrhundert mit aufgemalter Sonnenuhr. Im Inneren mit Stichkappentonnen und Riemlingdecken aus dem Jahr 1725/27. | BDA-Hist.: Q37849968 Status: § 2a Stand der BDA-Liste: 2025-06-30 Name: Pfarrhof GstNr.: .6                                                                                        |
| ja   | Datei hochladen | Wachthaus 26 der Pferdeeisenbahn Linz-Budweis HERIS-ID: 110674 Objekt-ID: 128390                                     | Prager Straße 9 Standort KG: Rainbach | Das eingeschoßige Bauwerk ist eines der 52 Wachthäuser der Pferdeeisenbahn und besteht aus Stube, Küche und Vorraum. | BDA-Hist.: Q37820134 Status: Bescheid Stand der BDA-Liste: 2025-06-30 Name: Wachthaus 26 der Pferdeeisenbahn Linz-Budweis GstNr.: .71/4, 768/3                                     |
| BW   | Datei hochladen | Summerauer Straßenbrücke und Geländeeinschnitt der Pferdeeisenbahntrasse HERIS-ID: 113128 Objekt-ID: 131364seit 2019 | Standort KG: Summerau                 | | BDA-Hist.: Q105646942 Status: Bescheid Stand der BDA-Liste: 2025-06-30 Name: Summerauer Straßenbrücke und Geländeeinschnitt der Pferdeeisenbahntrasse GstNr.: 4534/1, 861/3, 877/5 |